# La Voz de Ortigueira
La Voz de Ortigueira es un semanario gallego escrito en castellano que se publica en Ortigueira, La Coruña (España) desde el 4 de junio de 1916.

## Historia
El primer número salió el 4 de junio de 1916. El fundador y propietario fue el impresor David Fojo Díaz, propietario de una imprenta en Ortigueira, que ya había impreso otros periódicos. El director desde el primer número fue Jesús Fojo Díaz, hijo del propietario. En los años cuarenta del siglo XX, David Fojo Salgueiro, nieto del fundador, se hizo cargo del semanario. También estuvo dirigido por David Fojo Rivas, fallecido en 1995 y al que sucedió en la dirección su hija María Carmen Fojo Bouza.
En el período que va desde su fundación hasta la Guerra Civil Española tuvo un carácter agrario, posicionándose a favor del político local Leandro Pita. El sacerdote y escritor Daniel Pernas Nieto publicó entres sus páginas alguno de sus poemas.
En 2005 tuvo una tirada de 2.500 ejemplares según la Consejería de Cultura de Galicia. En el siglo XXI el semanario está dirigido por María Carmen Fojo Bouza y sale regularmente los viernes con cuatro páginas. Incluye tanto artículos de actualidad local como artículos de fondo referidos a temas ajenos a Ortigueira y su comarca. Ya no se imprime en la imprenta Fojo porque ya no está activa, sino en la imprenta Neira, en Vivero, editora de la publicación hermana Heraldo de Vivero. Varios de sus colaboradores a lo largo de su historia han utilizado seudónimo, aunque algunos otros como Daniel Pernas Nieto o Julio Dávila publicaron textos de forma abierta.
El semanario cumplió cien años en 2016 y se organizaron diferentes actividades para conmemorar el centenario. Como una exposición en la que se pudo conocer cómo se elaboraba la prensa local a comienzos del siglo XX y saber algunas curiosidades sobre las formas de impresión o un curso de verano organizado por la Universidad de Santiago de Compostela.
En enero de 2018 se presentó en Ferrol el libro O impacto da prensa local na configuración do tecido social e político, o caso de La Voz de Ortigueira.